# Carrefour Laval
Le Carrefour Laval est un centre commercial canadien du Québec situé à Laval, à l'angle de l'autoroute des Laurentides (15) et de l'autoroute Jean-Noël Lavoie (440).
Le centre commercial a ouvert ses portes en 1974 ; il est une propriété de La Corporation Cadillac Fairview Limitée, qui possède également d'autres centres commerciaux dans la région de Montréal, soit le Fairview Pointe-Claire et les Promenades Saint-Bruno.
Avec quelque 240 magasins, boutiques et restaurants, Carrefour Laval est le plus important centre commercial au Québec. Le centre est à une distance de 2,5 km (1,5 mille) du centre commercial Centre Laval.

## Historique
La construction du Carrefour Laval fut annoncée le 27 février 1969 par Steinberg et Eaton. Le duo prévoyait un centre d'achats de 150 magasins construit sur un terrain en bordure de l'autoroute des Laurentides. Simpsons et Morgan se sont par la suite ajoutés au consortium du Carrefour Laval. Toutefois, Morgan se désiste du projet, préférant aller rejoindre une expansion du Centre Laval.

## Informations
Le centre commercial possède plus de 300 magasins, boutiques et restaurants qui comprend La Baie, Rona l'entrepôt et Simons. Le Carrefour Laval est l'un des centres commerciaux les plus performants au Québec en termes de vente au pied carré. Il est souvent le centre d'achats que les grandes chaînes américaines de détail choisissent pour établir leur première succursale au Québec.
À l'ouverture du mail, en 1974, les grands magasins originaux étaient Eaton, Simpsons, Dupuis Frères et Pascal. La société Steinberg Inc. avait ouvert un hypermarché, un nouveau concept appelé Beaucoup, qui était un marché d'alimentation Steinberg et un magasin à rayons Miracle Mart sous le même toit, sans être séparés de leurs sections respectives. Carrefour Laval possédait à l'époque 125 commerces et était géré par Fairview Corporation. Le centre d'achats était la propriété de Fairview Corporation, Eaton et Ivanhoe (société immobilière de Steinberg).
En 1983, Carrefour Laval s'agrandit en y ajoutant 110 nouveaux locataires ainsi qu'un grand magasin Sears,.
En 1985, le Miracle Mart au Carrefour Laval devient le premier magasin de la chaîne à être converti sous la nouvelle bannière M,. Simpsons est pour sa part converti en magasin La Baie en mars 1989.
La quincaillerie Pascal ferme en 1991 en entreprenant une vente de liquidation,. Bureau en Gros ouvre en 1993 dans une portion de l'ancien Pascal,.
Le tout premier magasin Rona l'Entrepôt voit le jour le 30 juin 1994,.
Les Ailes de la Mode procède le 5 août 1996 à l'inauguration de sa deuxième succursale dans l'immeuble où logeait anciennement Pascal et Wise,.
Eaton ferme ses portes en 1999. Le magasin est par la suite démoli en l'an 2000. Une expansion aura lieu en 2002 sur son site pour ajouter Simons et 80 nouveaux locataires,.
En juillet de l'an 2000, Cadillac Fairview acquiert toutes les parts que possède Ivanhoe dans le centre commercial pour en devenir son unique propriétaire.
En 2006, Apple Store s'installe près du magasin La Baie.
En 2009, un projet de rénovation est lancé pour harmoniser les couloirs du centre à ceux de la partie inaugurée en 2002. Plusieurs boutiques ont été déménagées et rénovées dans ce processus. En 2010, il y a aussi eu l'ouverture du Quartier Gourmet, une foire alimentaire située près du RONA. Dans l'ancienne foire alimentaire, près du HMV, plusieurs boutiques ont pris cette place,.
Ce centre commercial abrita aussi des boutiques des chaînes Games Workshop et Build-A-Bear Workshop,.
Le 7 mai 2011, un Forever 21 ouvre ses portes au Carrefour Laval dans l'ancien local de Jacob Connexion et La Source. Un deuxième étage a aussi été construit exclusivement pour ce magasin, il a une superficie de plus de 2 500 m² (27 000 pi²).
En janvier 2011, Les Ailes de la Mode, quitta la galerie marchande à la suite d'un poursuite judiciaire pour l'évincer intentée en 2007 par le Carrefour Laval,. Le premier magasin en sol québécois de l'américaine Crate & Barel ouvrira ses portes au printemps 2012 au Carrefour Laval dans l'ancien les Ailes de la Mode. Coach ouvrira sa première boutique indépendante au Québec en 2012  aussi dans une partie de l'ancien local des Ailes de la Mode. Dix ans après son ouverture, Crate & Barrel annonce qu'elle fermera son magasin le 31 mai 2022 qui était demeuré la seule succursale de l'entreprise au Québec.
Victoria's Secret et sa sous-marque "PINK" ouvrent leurs premières boutiques en sol québécois au Carrefour Laval le 30 août 2012 dans les locaux occupés par Stokes, Bowring et Ardène,.
Le premier Lego Store québécois ouvre le 7 avril 2014.
Sears ferme ses portes le 14 janvier 2018.
En décembre 2019, TD Asset Management devient propriétaire à 50 % du centre commercial.
Le vendredi 2 février 2024, la compagnie Alo Yoga ouvre son premier magasin au Québec dans le Carrefour Laval.